# Мартон, Сэнди
Сэнди Мартон (англ. Sandy Marton, настоящее имя Александар Мартон, хорв. Aleksandar Marton; род. 4 октября 1959, Загреб) — итальянский композитор хорватского происхождения.

## Биография
По собственным словам, родился от внебрачной связи своей матери и видел отца раз в жизни. Вырос с бабушкой в Англии, где учился музыке, затем два года провёл в США, а в 18 лет вернулся в Хорватию, где был немедленно призван в армию и служил в военном оркестре. В начале 1980-х гг. перебрался в Италию, где изучал дизайн и моду в Институте Марангони. По собственным воспоминаниям, был замечен на светской вечеринке, устроенной политиком Чириако де Мита в честь дня рождения дочери, музыкантом и искателем талантов Клаудио Чеккетто. Увидев, с каким восторгом на молодого человека реагирует публика, Чеккетто подписал с ним контракт.

## Карьера
В 1983 году Мартон дебютировал как певец под псевдонимом M. Basic. В 1984 году, вернувшись к настоящей фамилии и остановившись на сценическом имени Сэнди Мартон, выпустил принесший ему славу сингл «People from Ibiza» (с англ. — «Люди с Ибицы»). Его внешний вид и успешные синглы сделали его кумиром для молодых девушек. В 1985 году он выпустил еще два популярных сингла «Camel by Camel» и «Exotic & Erotic». Мартон основал свою собственную звукозаписывающую компанию Ibiza Records. Позже его популярность начала снижаться, и после выпуска последнего сингла «La Paloma Blanca» в 1989 году, он ушел из музыкального бизнеса.

## Личная жизнь
На данный момент проживает на Ибице.

## Дискография

### Альбомы
- Modern Lover (1986)
- Erase Una Vez (1994)